# Soul Kitchen
A Soul Kitchen egy dal a The Doors együttes 1967-es The Doors című albumáról. A dalszöveget Jim Morrison énekes a Los Angelesi Olivia's Soul Food étterem bejárata előtt írta.

## Közreműködött

###### The Doors
- Jim Morrison – ének
- Ray Manzarek – orgona, keyboard bass
- Robby Krieger – gitár
- John Densmore – dob

###### Egyéb zenészek
- Larry Knechtel – basszusgitár[3]

## Külső hivatkozások
- Dalszöveg